# Association sportive jeunes tahitiens
Maillots
L'Association sportive jeunes tahitiens est un club de football polynésien basé à Papeete, sur l'île de Tahiti.
Le club joue ses matchs à domicile au Stade Edouard Layton.

## Histoire
Fondé en 1923 sous le nom d'AS Tamarii Tahiti, c'est le plus ancien club polynésien, avec l'AS Fei Pi, fondé la même année. Il prend le nom d'AS Jeunes Tahitiens en 1926. Le club a remporté trois Championnats de Polynésie française et cinq Coupes de Polynésie française, la majorité dans les années 1950 et 1960.
Grâce à son titre de champion remporté en 1987, le club est devenu la première formation polynésienne à représenter l'archipel en compétition continentale, puisqu'il a participé à l'édition inaugurale de la Coupe d'Océanie des clubs champions en 1987.
Elle participe aussi régulièrement à la Coupe de France.

## Palmarès
- Championnat de Polynésie française (3) :
  - Vainqueur : 1954, 1961 et 1987

- Coupe de Polynésie française (5) :
  - Vainqueur : 1951, 1971, 1982, 1987 et 1989
  - Finaliste : 1967